# ميلان زاغوراك
ميلان زاغوراك (15 يونيو 1980 في صربيا - ) هو لاعب كرة قدم صربي في مركز الدفاع. لعب مع نادي أو إف كيه بيوغراد ونادي إنتر باكو ونادي زيمون و1. شفاينفورت 05 ‏ ودينامو بانتشيفو وديسنا تشرنيغوف وFC Borysfen Boryspil ‏ وFK Radnički Nova Pazova ‏ وFK Srem Jakovo ‏ وكريفباس كريفي ريه ‏.

## وصلات خارجية
- ميلان زاغوراك على موقع اتحاد أوكرانيا (الإنجليزية)
- ميلان زاغوراك على موقع قاعدة بيانات كرة القدم.إي يو (الإنجليزية)
- ميلان زاغوراك على موقع Soccerway.com (الإنجليزية)